# Helen Flanagan
Helen Joyce Gabriel Flanagan (Bury, Gran Mánchester; 7 de agosto de 1990), más conocida como Helen Flanagan, es una actriz inglesa. Ha interpretado a Rosie Webster en Coronation Street.

## Biografía
Flanagan es hija de Julia, una enfermera, y de un electricista, y tiene tres hermanos, Jane, Jessica y Tom. 
Comenzó a salir con el constructor Daniel Scott, pero terminaron su relación en agosto de 2009.
En 2008 comenzó a salir con el futbolista Scott Sinclair, y aunque la pareja terminó en junio de 2013, regresaron a finales de ese mismo año. A finales de diciembre de 2014, la pareja anunció que estaban esperando su primer bebé juntos. El 29 de junio de 2015 nació su hija, Matilda Jessica Sinclair.
En diciembre de 2017, la pareja anunció que estaban esperando su segundo bebé juntos. A finales de mayo de 2018 se anunció que la pareja se había comprometido. El 22 de junio de 2018 tuvieron su segunda hija, Delilah Ruby Sinclair. En noviembre de 2020 anunciaron que estaban esperando su tercer hijo juntos. Su hijo, Charlie Scott Sinclair, nació en marzo de 2021.

## Carrera
El 23 de enero de 2000, y con solo 10 años, se unió al elenco de la exitosa serie británica Coronation Street, donde interpretó a Rosie Webster, hasta el 10 de febrero de 2012. El 6 de febrero de 2017 regresó a la serie.
En noviembre de 2012 participó en el reality show I'm A Celebrity... Get Me Out Of Here!. En 2014 apareció como invvitada en la serie médica Holby City, donde dio vida a Kirsty.

## Filmografía

### Televisión
| Año                          | Título            | Papel           | Notas                         |
| ---------------------------- | ----------------- | --------------- | ----------------------------- |
| 2000 - 2012, 2017 - presente | Coronation Street | Rosie Webster   | 998 episodios                 |
| 2014                         | Holby City        | Kirsty Brompton | Episodio: "The Art of Losing" |

### Cine
| Año  | Título     | Papel          | Notas                                                    |
| ---- | ---------- | -------------- | -------------------------------------------------------- |
| 2016 | Fizzy Days | Rachel Roberts | Junto a James Dreyfus, Ewen MacIntosh y Philip Barantini |

### Apariciones
| Año  | Programa                                    | Notas                    |
| ---- | ------------------------------------------- | ------------------------ |
| 2012 | I'm A Celebrity... Get Me Out Of Here! NOW! | 18 episodios             |
| 2012 | I'm A Celebrity... Get Me Out Of Here!      | Concursante 16 episodios |

## Premios y nominaciones
| Año  | Categoría                                               | Premio             | Trabajo nominado  | Resultado |
| ---- | ------------------------------------------------------- | ------------------ | ----------------- | --------- |
| 2006 | Best Dramatic Performance from a Young Actor or Actress | British Soap Award | Coronation Street | Nominada  |